# Armênia nos Jogos Olímpicos de Inverno de 2018
A Armênia participou dos Jogos Olímpicos de Inverno de 2018, realizados na cidade de Pyeongchang, na Coreia do Sul. 
Foi a sétima aparição do país em Olimpíadas de Inverno desde a sua estreia nos Jogos de 1994, em Lillehammer. Esteve representado por três atletas: Mikayel Mikayelyan e Katya Galstyan, no esqui cross-country, e Ashot Karapetyan, no esqui alpino.

## Desempenho

### Esqui alpino
Masculino
| Atleta           | Evento | Descida 1 | Descida 2 | Total   | Pos. |
| ---------------- | ------ | --------- | --------- | ------- | ---- |
| Ashot Karapetyan | Slalom | 1:02.47   | 1:05.61   | 2:08.08 | 42º  |

### Esqui cross-country
Feminino
| Atleta         | Evento      | Final   | Final |
| Atleta         | Evento      | Tempo   | Pos.  |
| -------------- | ----------- | ------- | ----- |
| Katya Galstyan | 10 km livre | 30.25.1 | 72º   |

Masculino
| Atleta             | Evento                | Qualificatória | Qualificatória | Quartas     | Quartas     | Semifinal   | Semifinal   | Final       | Final       |
| Atleta             | Evento                | Tempo          | Pos.           | Tempo       | Pos.        | Tempo       | Pos.        | Tempo       | Pos.        |
| ------------------ | --------------------- | -------------- | -------------- | ----------- | ----------- | ----------- | ----------- | ----------- | ----------- |
| Mikayel Mikayelyan | 15 km livre           |                |                |             |             |             |             | 39.01.4     | 83º         |
| Mikayel Mikayelyan | Velocidade individual | 3:37.40        | 72º            | Não avançou | Não avançou | Não avançou | Não avançou | Não avançou | Não avançou |

Legenda
| Recorde mundial      | Recorde mundial (World record)               |                       | Recorde africano                      | Recorde africano (African) |                                           | Q | Classificado por posição (Qualified) |
| Recorde olímpico     | Recorde olímpico (Olympic record)            | Recorde da América    | Recorde da América (Americas)         | q                          | Classificado por melhor tempo (Qualified) |   |                                      |
| Melhor marca do ano  | Melhor marca do ano (World leading)          | Recorde asiático      | Recorde asiático (Asian)              | DNS                        | Não largou (Did not start)                |   |                                      |
| Recorde nacional     | Recorde nacional (National record)           | Recorde europeu       | Recorde europeu (European)            | DNF                        | Não terminou (Did not finish)             |   |                                      |
| Recorde pessoal      | Recorde pessoal do atleta (Personal best)    | Recorde da Oceania    | Recorde da Oceania (Oceania)          | DSQ / DQ                   | Desclassificado (Disqualified)            |   |                                      |
| Recorde da temporada | Recorde da temporada do atleta (Season best) | Recorde sul-americano | Recorde sul-americano (South America) | NM                         | Sem marca (No mark)                       |   |                                      |